# Wydział Architektury Politechniki Poznańskiej
Wydział Architektury Politechniki Poznańskiej – jeden z wydziałów Politechniki Poznańskiej. Pierwotnie istniał w latach 1950–1954. Został reaktywowany w 1999. Współpracuje z wieloma uczelniami zagranicznymi, głównie w Niemczech i Włoszech.

## Historia
W 1919 utworzona została Państwowa Szkoła Budownictwa w Poznaniu, uważana za zalążek powstałego w 1945 Wydziału Budownictwa Wyższej Szkoły Inżynierskiej z Oddziałem Architektury. Skompletowanie w ciągu 5 lat kadry doświadczonych architektów, którzy objęli kierownictwa siedem Zakładów (Historii Architektury Powszechnej – kierownik Jarosław Ulatowski, Historii Architektury Polskiej – kierownik Zbigniew Zieliński, Projektowania Budynków Mieszkalnych – kierownik Stanisław Pogórski, Budownictwa Przemysłowego – kierownik Marian Andrzejewski, Budowy Osiedli – kierownik Władysław Czarnecki, Projektowania Budynków Użyteczności Publicznej – kierownik Kazimierz Ulatowski i Rysunku Odręcznego – kierownik Erwin Elster), umożliwiło przekształcenie 1 marca 1950 oddziału w autonomiczny Wydział Architektury. Jego pierwszym dziekanem wybrano prof. Władysława Czarneckiego. Mimo zaistniałych warunków do dalszego rozwoju podjęto w kręgach rządowych decyzję o likwidacji Wydziału, co nastąpiło 30 kwietnia 1954 (rekrutację wstrzymano 4 kwietnia 1952). Władze wydziału preferowały otwarte metody kształcenia, niezgodne z doktryną socrealizmu i nawiązujące do przedwojennych i brytyjskich metod kształcenia architektów (Politechniki Lwowska i Warszawska oraz Uniwersytet Liverpoolski), co było bezpośrednią przyczyną likwidacji wydziału, po wcześniejszej jego krytyce na łamach Architektury.
Władze uczelni oraz środowisko akademickie i zawodowe podjęły działania zmierzające do reaktywacji szkoły. Z kolei kształcenie na kierunku „architektura” wznowiono dopiero w roku akademickim 1972/73, dzięki utworzeniu 1 sierpnia 1972 Oddziału Architektury przy Wydziale Budownictwa Lądowego.  W maju 1973 powołano autonomiczny Zakład Architektury pod kierunkiem prof. Andrzeja Gałkowskiego w strukturach Wydziału Budownictwa. Do nielicznej jeszcze kadry dołączyli Marian Fikus i Jerzy Gurawski. Potem pozyskano kolejnych pracowników, głównie z Wydziału Architektury Politechniki Śląskiej. 
Liczba samodzielnych pracowników naukowo-dydaktycznych Instytutu w ramach Wydziału Budownictwa, Architektury i Inżynierii Środowiska spełniła wymagania do uzyskania uprawnień do nadawania stopnia doktora nauk technicznych na kierunku „architektura i urbanistyka”. Senat Politechniki Poznańskiej zdecydował o utworzeniu w roku akademickim 1999/2000 Wydziału Architektury. Podstawą tej decyzji był stan kadrowy i osiągnięcia Instytutu. Pierwszym dziekanem został Robert Ast, a w 2002 na tym stanowisku zastąpił go Wojciech Bonenberg. W latach 2008–2016 dziekanem wydziału był Jerzy Suchanek. W 2016 stanowisko to objęła Ewa Pruszewicz-Sipińska.
W 2012 Wydział Architektury wraz z Wydziałem Budownictwa i Inżynierii Środowiska Politechniki Poznańskiej zajęły 4. miejsce w grupie kierunków "Architektura i Budownictwo" Rankingu Szkół Wyższych Perspektyw i Rzeczpospolitej.

## Siedziba
Baza lokalowa Wydziału Architektury obejmuje dwa budynki o łącznej powierzchni dydaktycznej 3559 m², które zlokalizowane są na nowym kampusie Politechniki Poznańskiej przy ulicy Nieszawskiej, zaprojektowanym przez architektów zatrudnionych na WAPP. Mieści 3 multimedialne amfiteatralne sale wykładowe, 12 laboratoriów – komputerowe, GIS (Geographic Information System), konserwacji i inwentaryzacji zabytków, do nauki języków obcych, rzeźby, malarstwa, ceramiki, rysunku, fotograficzne i materiałoznawstwa oraz sale do ćwiczeń seminaryjnych i projektowych, a także bibliotekę z czytelnią.

## Struktura
- Katedra Architektury Usługowej i Mieszkaniowej
- Katedra Rysunku, Malarstwa, Rzeźby i Sztuk Wizualnych
- Instytut Architektury i Planowania Przestrzennego
  - Zakład Architektury Miejsc Pracy i Rekreacji
  - Zakład Urbanistyki i Planowania Przestrzennego
  - Zakład Historii Architektury i Urbanistyki
  - Zakład Techniki w Architekturze

## Współpraca międzynarodowa
Za czasów działalności Instytutu podpisano umowy o współpracy z Uniwersytetami w Hanowerze i w Wiedniu. Przez wiele lat organizowano wspólnie z kadrą i studentami obu tych uczelni praktyki projektowe w różnych miejscowościach na terenie Polski, RFN oraz Austrii.
Obecnie otrzymywane są stałe kontakty z wydziałami architektury uczelniach w Niemczech (Cottbus, Stuttgart, Karlsruhe i Hannover), Włoszech (Rzym, Mediolan i Florencja), Danii (Horsens), Francji (Strasbourg), Belgii (Mons), Holandii (Tilburg) i USA (Heights – New Jersey). Umowy z Brandenburskim Uniwersytet Technicznmy w Chociebużu, Politechniką Mediolańską i Tilburg University przewidują uzyskanie przez absolwentów podwójnych dyplomów. 